# Conservatoire national des arts et métiers

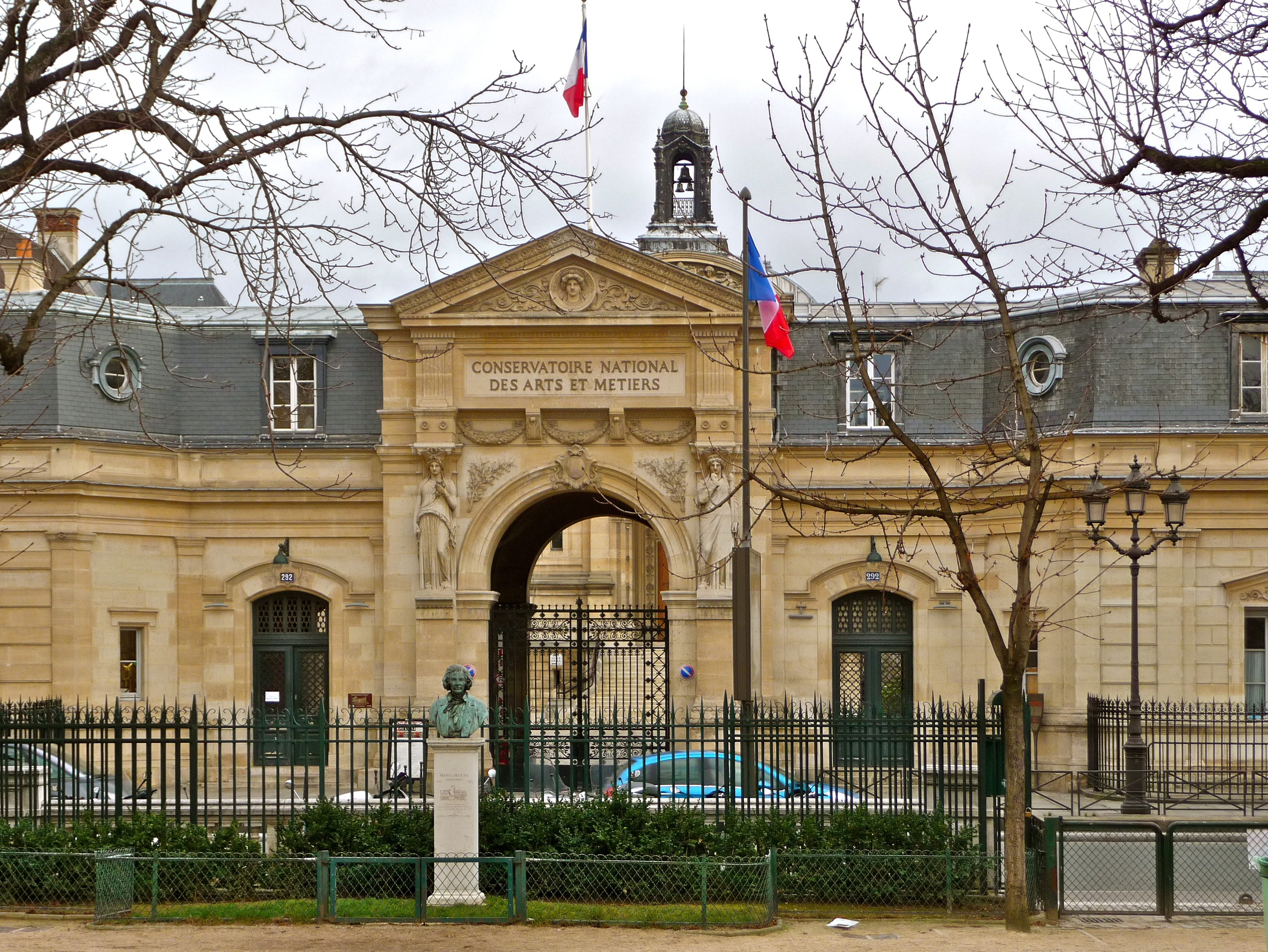
Conservatoire National des Arts et Métiers

Das Conservatoire national des arts et métiers (kurz: CNAM | Deutsch: Nationales Konservatorium für Kunst und Gewerbe) ist eine anerkannte französische Hochschule, die dem französischen Ministerium für Erziehung, Hochschulwesen und Forschung zugeordnet ist und den Status eines „Grand établissement“ innehat. Sie zählt zu den angesehensten Hochschulen Frankreichs, den Grandes écoles, welche auch gerne als Elitehochschulen bezeichnet werden. Es hat seinen Sitz in Paris (292 rue Saint-Martin, 3. Arrdt.), wo sie ihre größte Bildungseinrichtung und das Musée des arts et métiers unterhält, und ist außerdem durch zahlreiche Niederlassungen in den französischen Regionen und im Ausland vertreten. Das CNAM wurde während der französischen Revolution im Jahr 1794 von dem französischen Geistlichen und Abgeordneten des Nationalkonvents Henri Grégoire (Abbé Grégoire) gegründet.

## Ziele und Studienschwerpunkte
Gemäß seiner Devise „Omnes docet ubique“ hat das CNAM sich zur Aufgabe gemacht, „Bildung für alle und überall“ zugänglich zu machen.
In allen CNAM-Einrichtungen wird eine gleichwertige Ausbildung geboten: Lehrpläne und Prüfungen sind einheitlich. In sieben Fachbereichen wird das gesamte Spektrum der technisch-naturwissenschaftlichen Studiengänge abgedeckt, hinzu kommt der Bereich Wirtschaftswissenschaften. 100.000 Studenten nehmen in ganz Frankreich an den Studiengängen (80 %) und an den Weiterbildungsmaßnahmen (20 %) teil. Die Hälfte aller Studenten ist in den beiden Fachbereichen Informatik und Wirtschaftswissenschaften eingeschrieben.

## Studiendauer und Abschluss
Ein Ingenieurdiplom wird in Frankreich grundsätzlich erst nach einem insgesamt 5-jährigen Studiengang verliehen. Das Diplôme d'Ingénieur CNAM genießt in Frankreich ein sehr hohes Prestige und ist unter anderem in Deutschland staatlich anerkannt. Vor allem die Tatsache, dass das Studium berufsbegleitend absolviert wird, gilt als außergewöhnliches Leistungskriterium.

## Niederlassungen
Das CNAM ist durch 28 regionale Niederlassungen (mit 150 Ausbildungszentren) in Frankreich (France métropolitaine und France d’outre-mer) vertreten, durch ein sogenanntes angegliedertes Zentrum (centre associé) im Libanon, eine Vertretung in Marokko und weitere Bildungseinrichtungen, unter anderem in Deutschland, Spanien, Griechenland, Ungarn, Rumänien und Benin.
Unter den 31 dem CNAM angeschlossenen Instituten ist das älteste und bedeutendste das 1931 gegründete Institut national des techniques économiques et comptables (Intec), das seinen Sitz ebenfalls in Paris hat (40 rue des Jeûneurs, 2. Arrdt.) und 22 Vertretungen, insbesondere in den französischsprachigen Staaten des afrikanischen Kontinents unterhält.

## Europäische Zusammenarbeit
Partner der Hochschule Darmstadt bei der Zusammenarbeit mit dem Conservatoire National des Arts et Métiers war die regionale Niederlassung im Elsass, das ARCnam Alsace, mit Zentren in Mülhausen und Straßburg. Das Zentrum in Straßburg ist der Universität Robert Schuman angegliedert. Am 31. März 2017 stellte die Hochschule Darmstadt das CNAM-Studienprogramm ein.